# Heterops robusta
Heterops robusta là một loài bọ cánh cứng trong họ Cerambycidae.